# 윌리엄 켄트

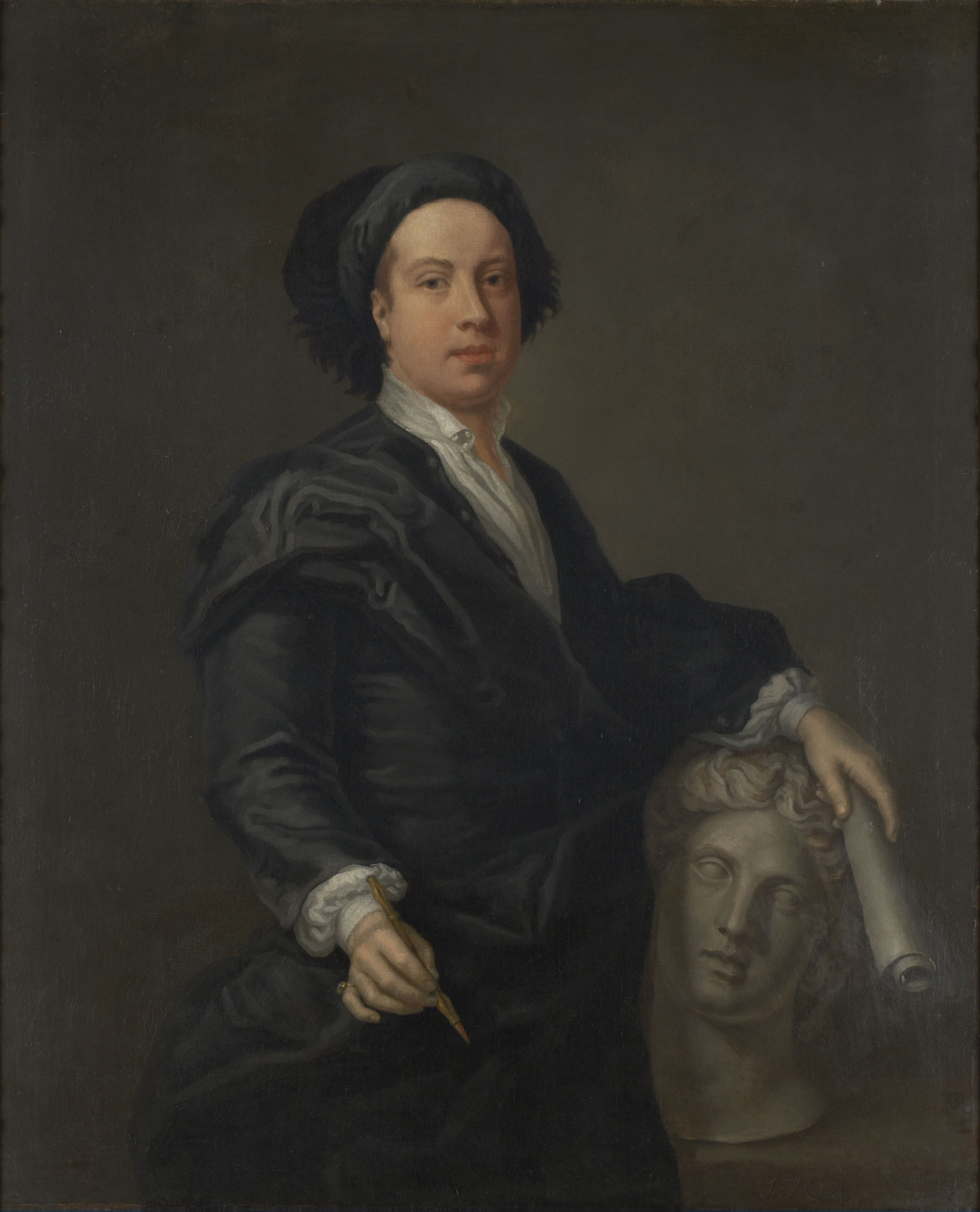
윌리엄 켄트

윌리엄 켄트 (William Kent, 1685년경 ~ 1748년 4월 12일)는 18세기 초 잉글랜드의 유명 건축가로, 조경가이자 가구 디자이너이기도 하였다.
치즈윅 하우스를 통해 팔라디안 건축 양식을 잉글랜드에 처음 도입한 인물로 유명하며, 자연 그대로 옮긴듯한 정원 양식을 고안해내어 치즈윅의 잉글리시 랜드스케이프 가든, 버킹엄셔의 스토 하우스, 옥스퍼드셔의 루셤 하우스 등을 작업하였다. 조경가로서는 대지 구성에 대변혁을 일으킨 대단한 인물이었지만, 원예학에 대해서는 그다지 박식하지는 않았다.
또 가구 디자이너로서 자신이 설계한 주택과 정원에 위엄있는 가구들을 배치하였으며, 햄튼 코트 궁전, 데번셔 하우스, 치즈윅 하우스, 루셤 하우스 등에서 이 점이 잘 드러나 있다. 그리고 로버트 월폴의 의뢰를 받아 지금은 영국 총리의 관저로 유명한 다우닝가 10번지 건물의 개조 및 내부공사도 맡은 바 있다.

## 작품

### 저택
- 원스테드 하우스 - 콜렌 캠벨이 설계, 내부장식 (1721~24년)
- 버링턴 하우스 - 내부장식 (1727년경)
- 치즈윅 하우스 - 내부장식과 가구 (1726~29년)
- 호튼 홀 - 내부장식과 가구 (1726~31년경), 마구간 (1733~5년)
- 디칠리 - 제임스 기브스 설계, 내부 (1726년경)
- 셰어본 하우스 - 가구설계 (1728년)
- 스토 하우스 - 내부와 정원 건물 (1730년경~1748년)
- 알렉산더 포프의 별장 - 정원 건물 설계 (1730년경, 소실)
- 리치먼드 가든스 - 정원 건물 (1730-35년, 소실)
- 스탠윅 공원 - 리모델링과 내부 (1730-40년)
- 레이넘 홀 - 내부와 가구 (1731년경)
- 큐 하우스 (1731-35년, 1802년 철거)
- 에셔 플레이스 - 부속건물 (1733년경, 소실)
- 샷오버 하우스 - 오벨리스크와 팔각정 (1733년)
- 홀컴 홀 - 매튜 브레팅엄의 주도로 리처드 보일·토머스 코크와 공동작업 (1734~1765년)
- 데번셔 하우스 - 내부설계와 가구 (1734-35년, 1924년경에 철거)
- 이스턴 네스턴 - 벽난로 설계 (1735년)
- 애스크 홀 - 고딕 사원 (1735년)
- 클레어먼트 가든 - 정원건물 (1738년), 섬내에 자리한 유일하게 현존하는 돔형 사원
- 루셤 하우스 - 부속동 추가 및 정원과 정원건물 조경 (1738-41년)
- 배드민턴 하우스 - 북쪽면 리모델링, 우스터 별장 (1740년경)
- 런던 애들링턴가 22번지 건물 - 켄트 사망 이후 스티븐 라이트가 완성 (1741-50년)
- 런던 버클리 광장 44번지 건물 (1742-44년)
- 런던 세인트제임스 플레이스 16번지 (1740년대 초, 1900년 철거)
- 오틀랜드 궁전 - 정원건물 (1745년경, 철거)
- 유스턴 홀 (1746년)
- 웨이크필드 여름별장 (1748-50년경)

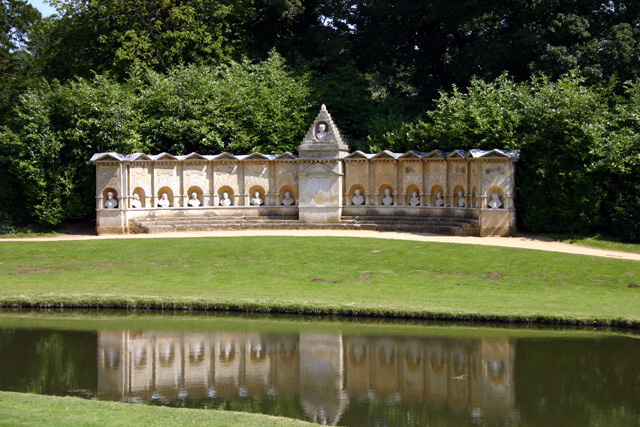
스토 하우스의 영국 위인들을 모신 사원
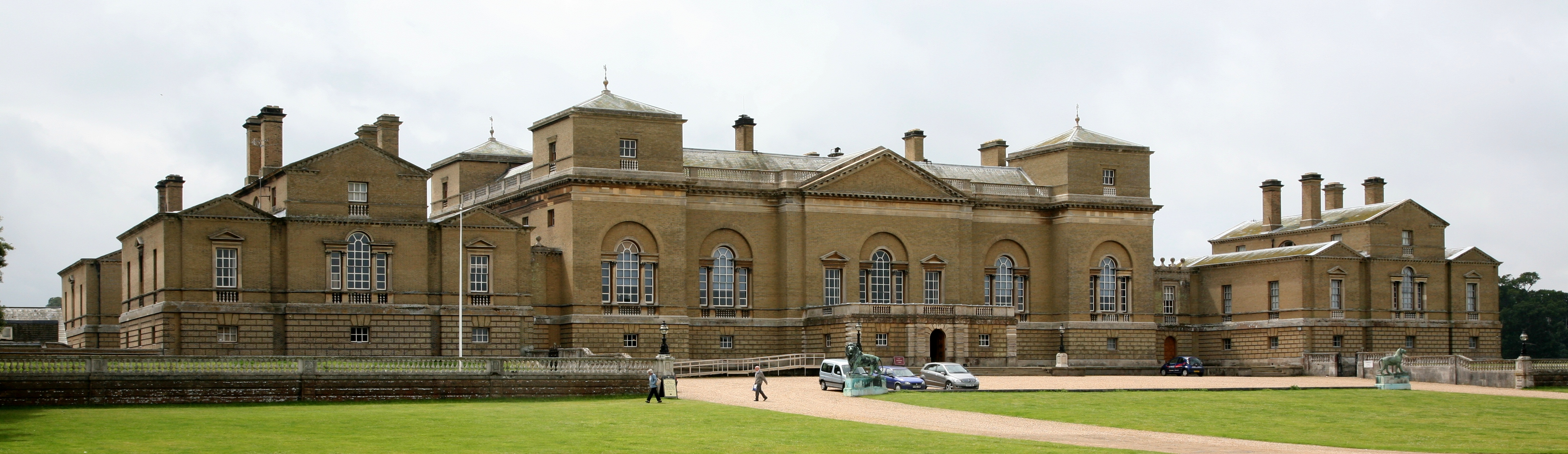
홀컴 홀 북쪽면
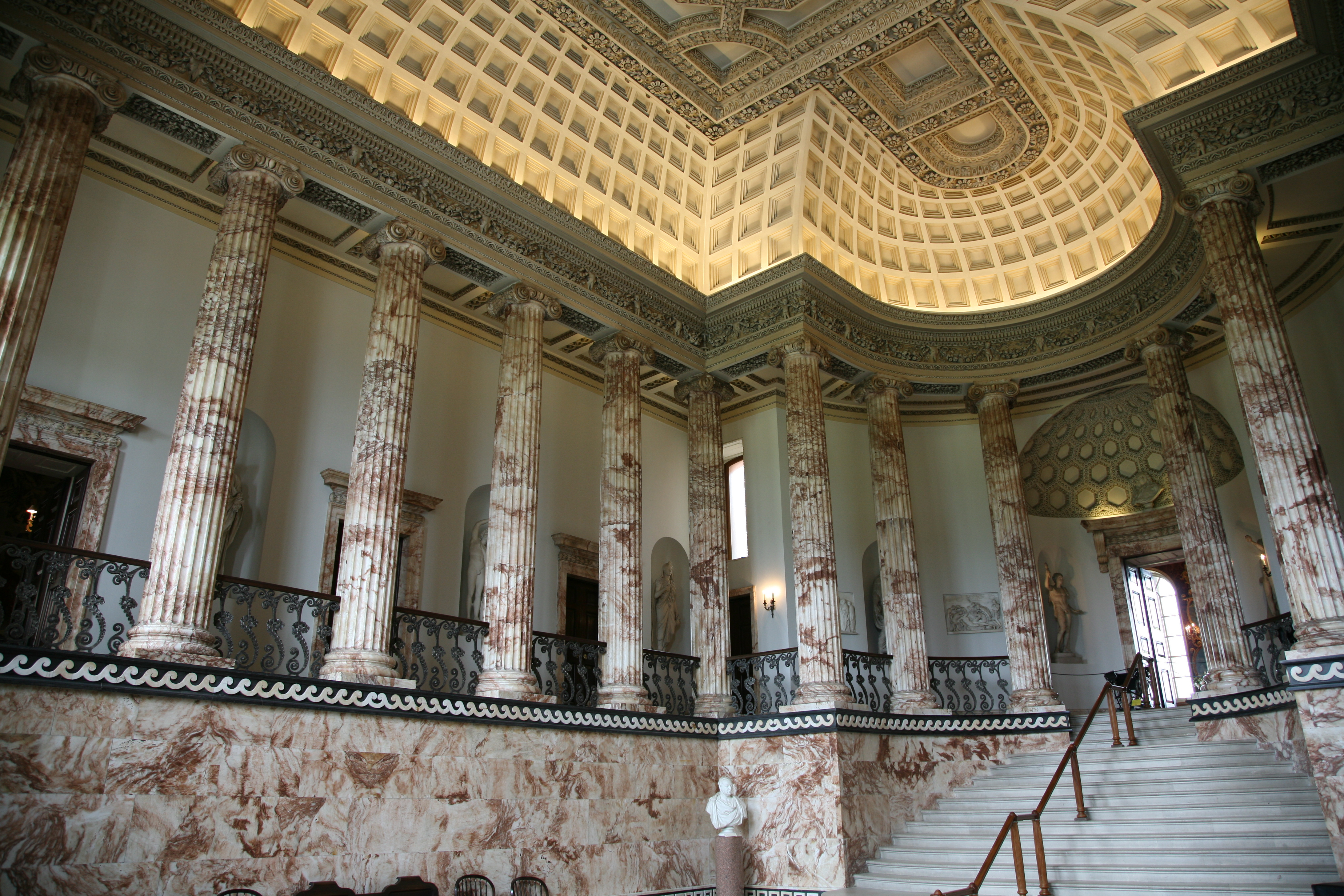
홀컴 홀 대리석홀
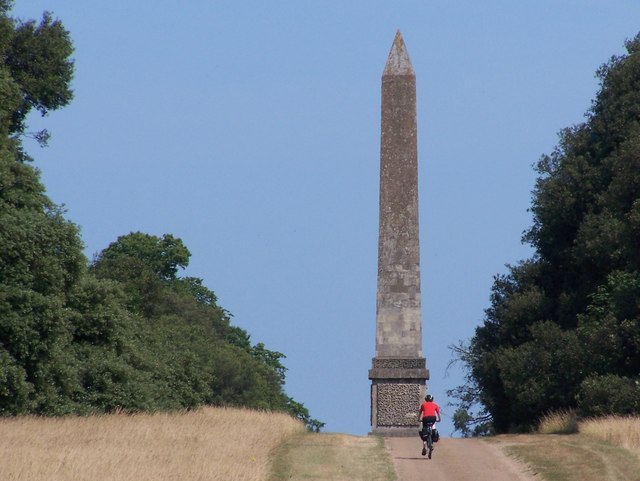
홀컴 홀 오벨리스크
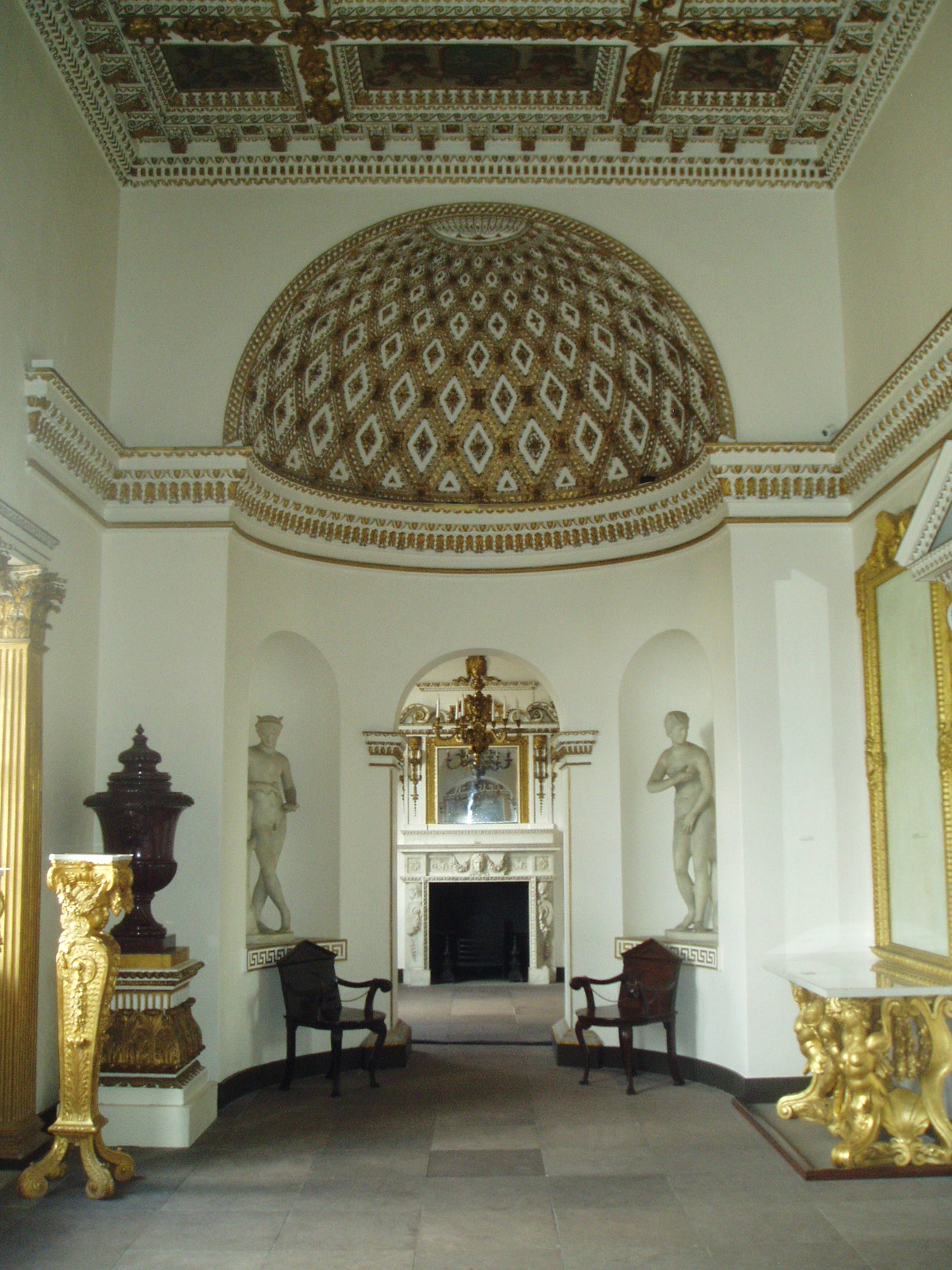
치즈윅 하우스 갤러리
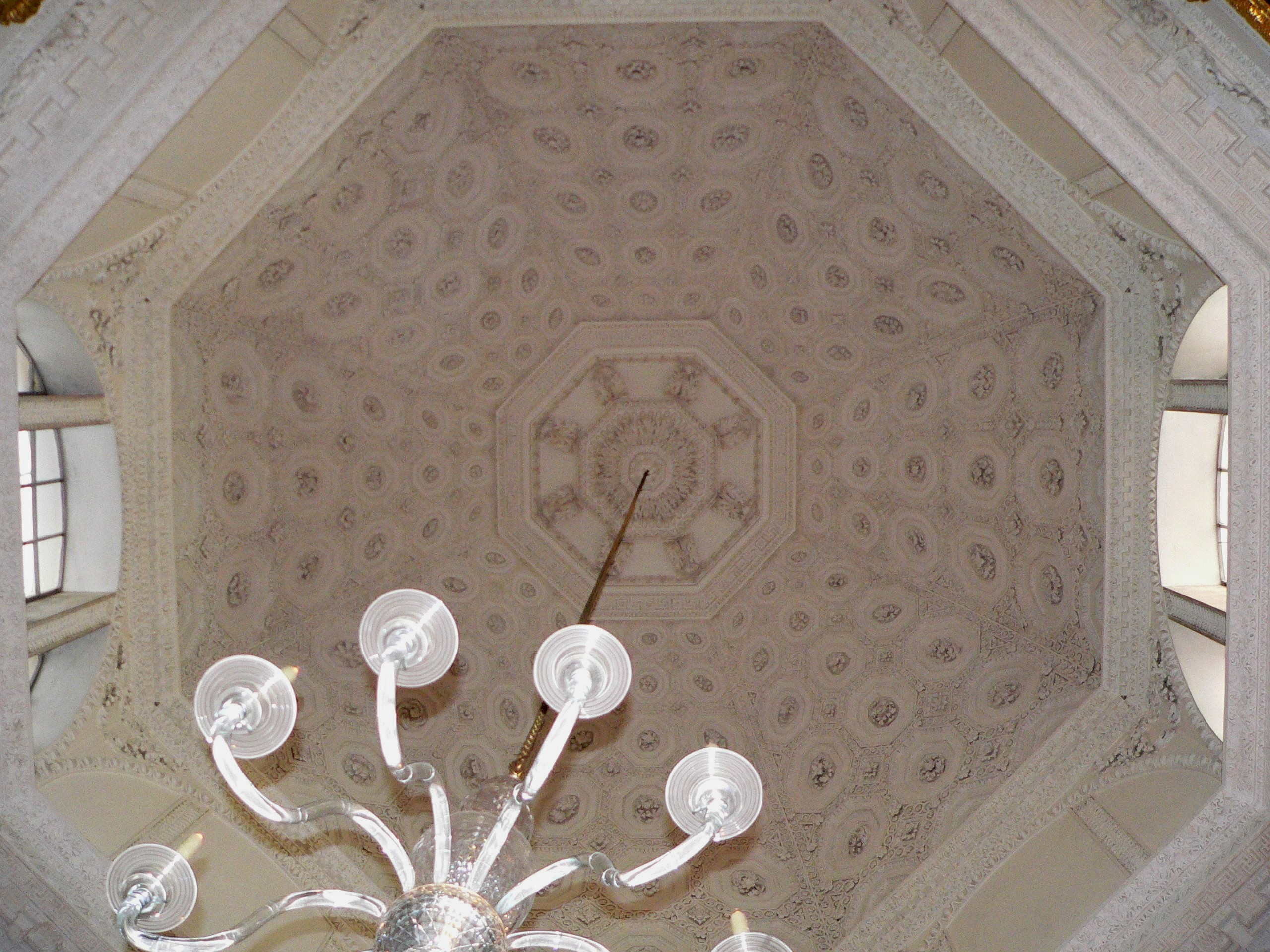
치즈윅 하우스 큰방의 돔 천장
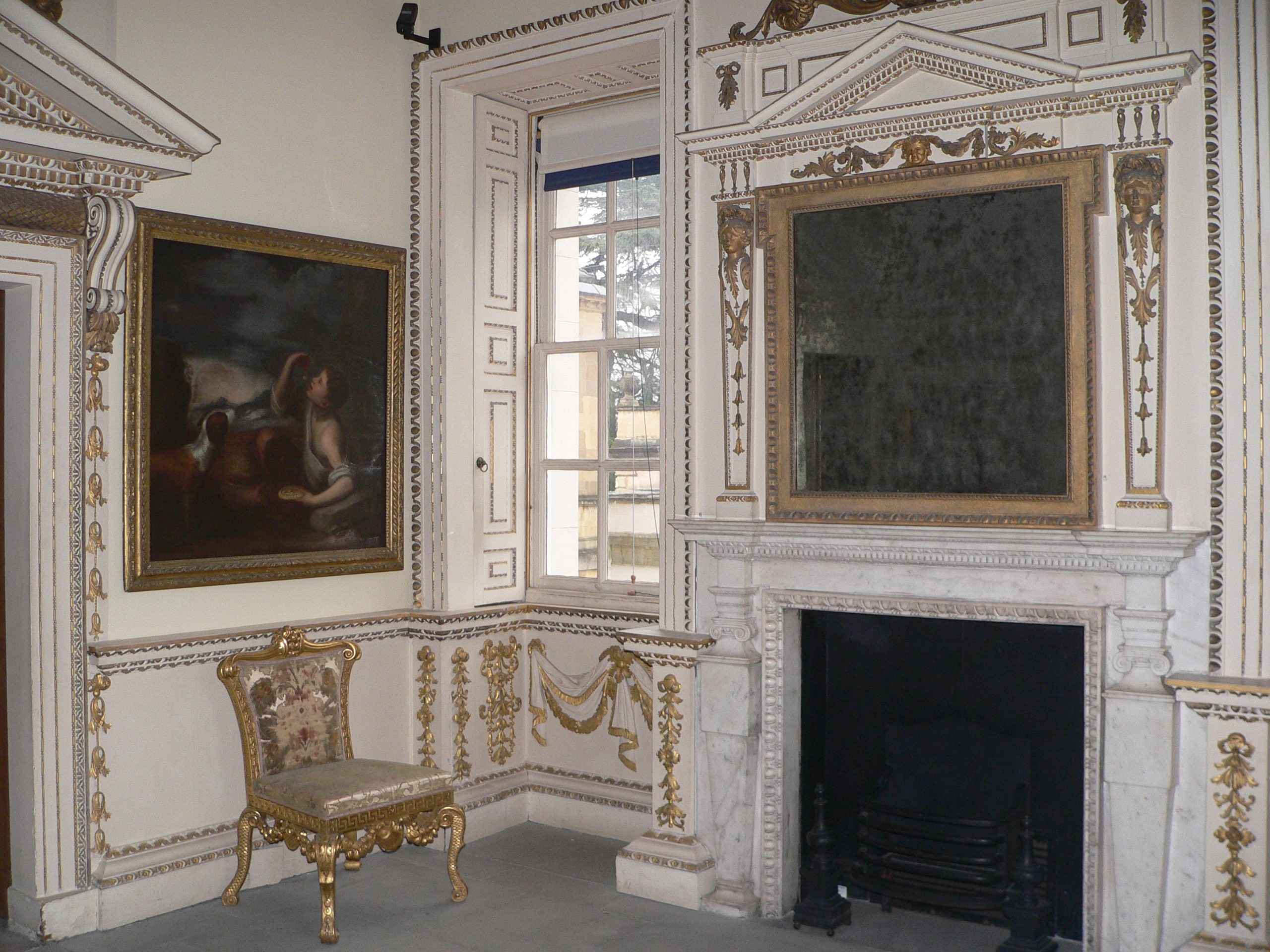
치즈윅 하우스 침실
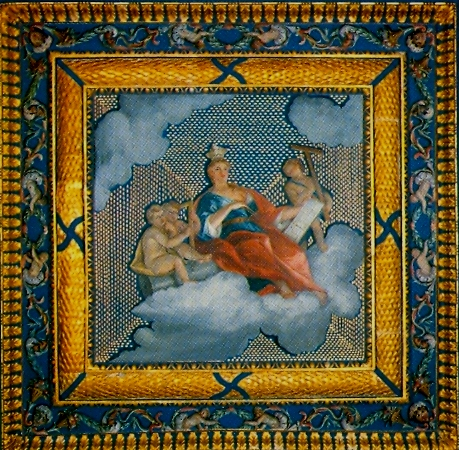
치즈윅 하우스 블루벨벳 방의 천장
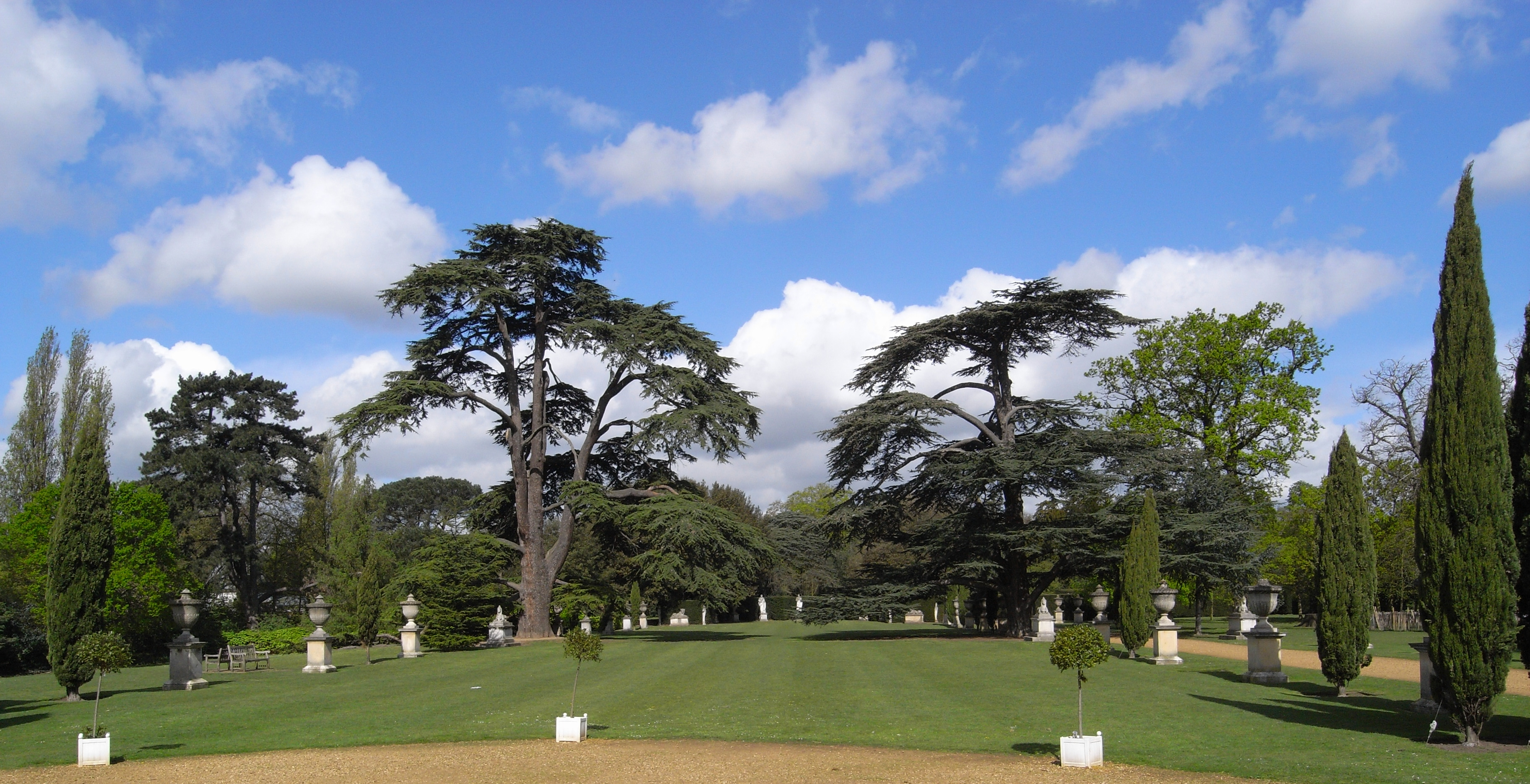
치즈윅 하우스 정원
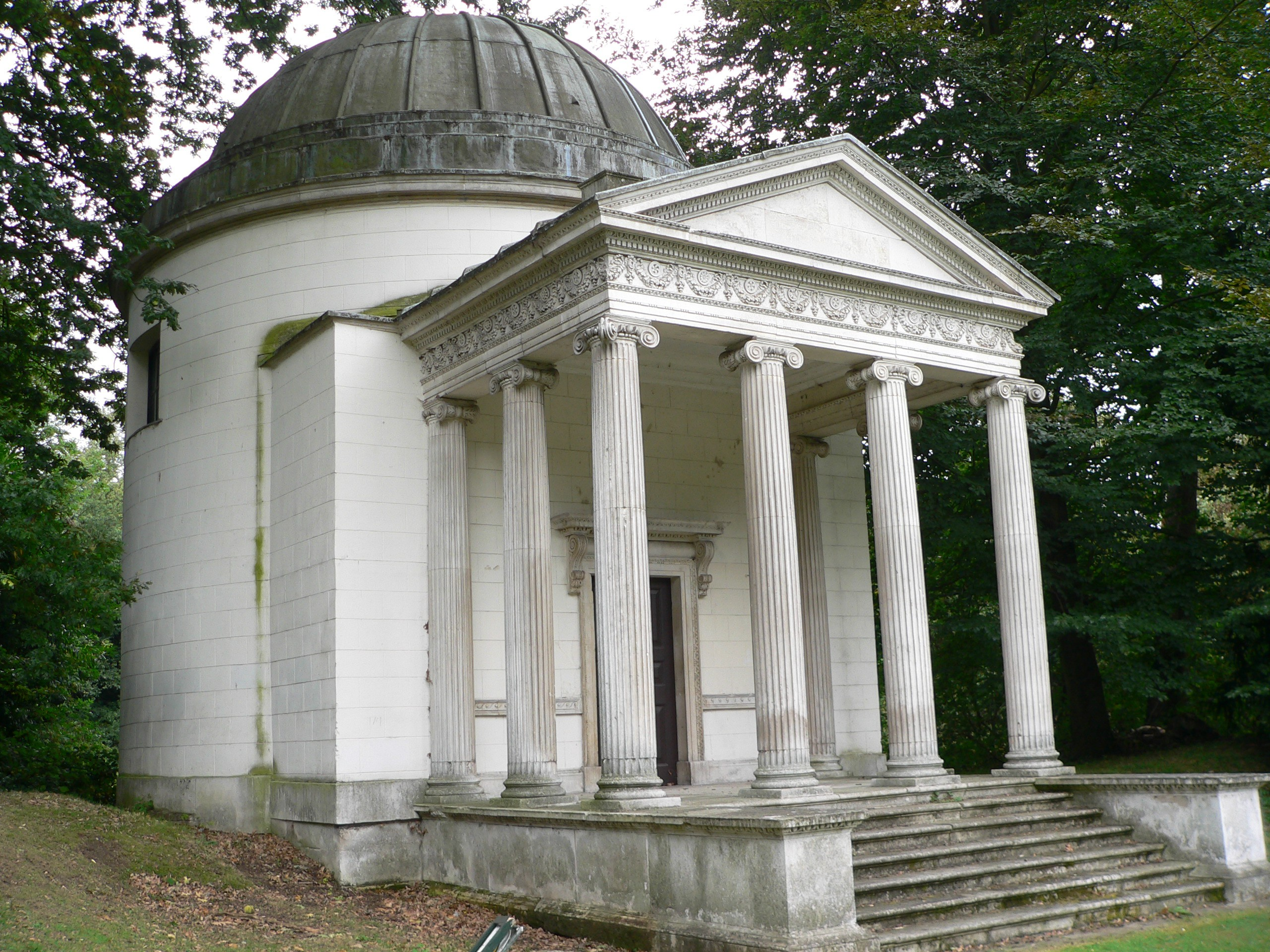
치즈윅 하우스 사원
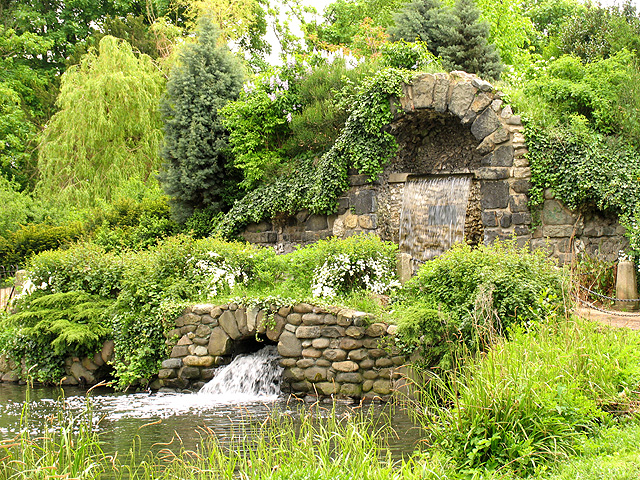
치즈윅 하우스 정원
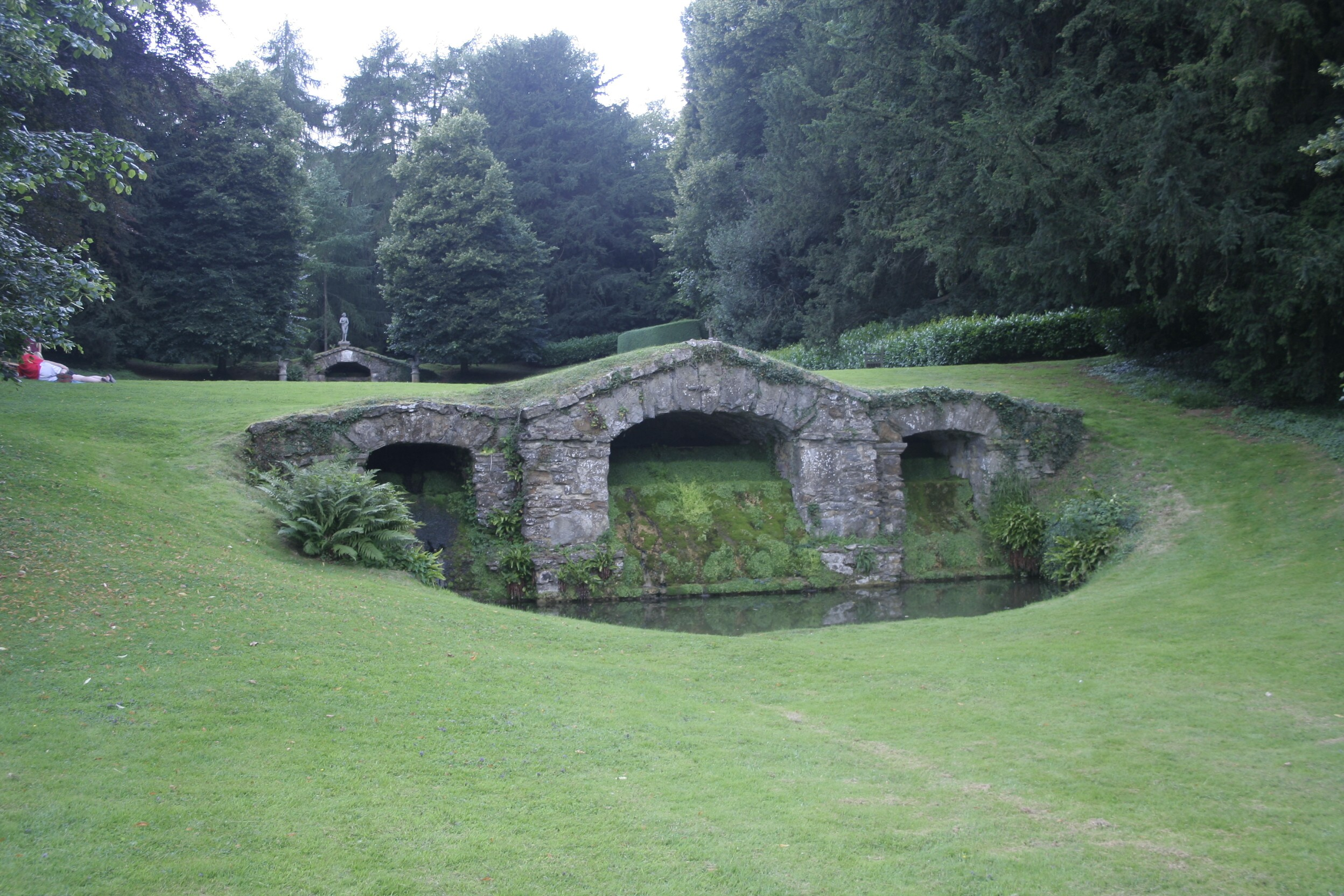
루셤 하우스의 폭포
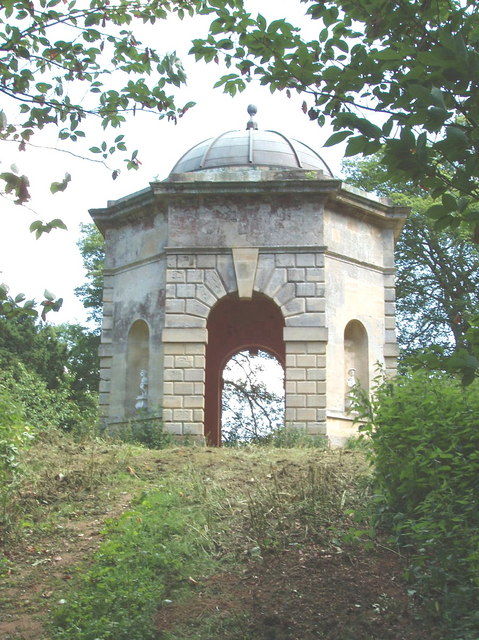
샷오버 하우스 사원
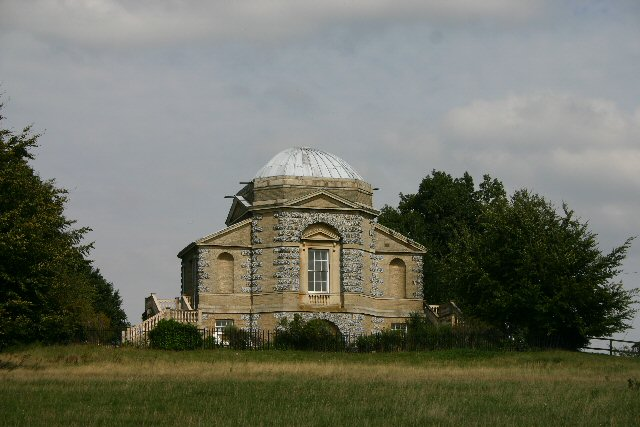
유스턴 공원의 사원
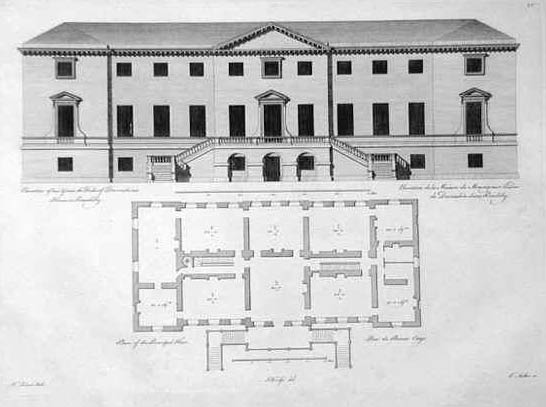
런던 데번셔 하우스 설계도

### 공공시설과 왕실 건물
- 산 줄리아노 데이 피아민기 교회 - 천장화 (1717년경)
- 요크 민스터 - 대리석 보도 (1731-35년)
- 로열 뮤스 (1731-33년, 1830년 철거)
- 로열 스테이트 바지 (1732년)
- 햄튼 코트 궁전 - 클락코트 관문과 컴벌랜드공을 위한 방 (1732년)
- 켄징턴 궁전 - 큐폴라실과 벽화, 천장화 등의 내부장식 (1733-35년)
- 화이트홀 옛 재무성 청사 (1733-37년)
- 세인트 제임스 궁전 - 독서실 (1736-37년, 철거)
- 웨스트민스터 홀 - 법정을 에워싼 고딕양식 틀 (1738-39년, 1825년경 철거)
- 글로스터 대성당 - 고딕 성가대 틀 (1741년, 1820년경 철거)
- 호스 가즈 (1750-59년)

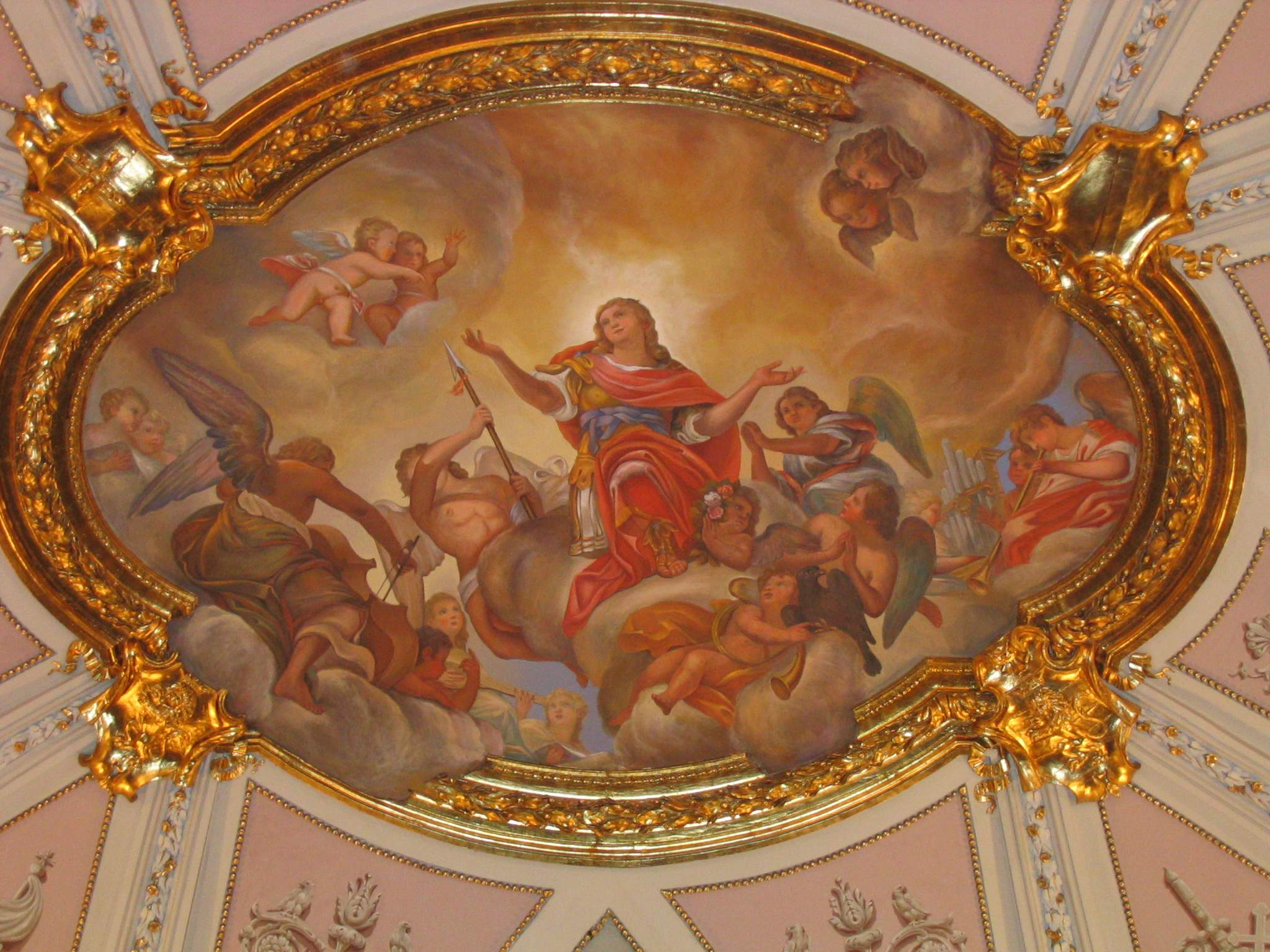
산 줄리아노 데이 피아민기 교회의 천장화, <성 율리오의 신격화> (1717년)
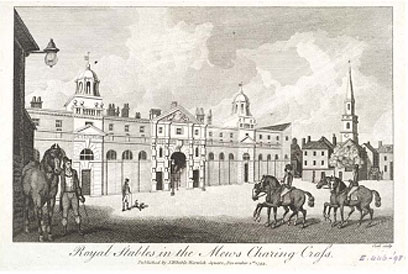
로열 뮤
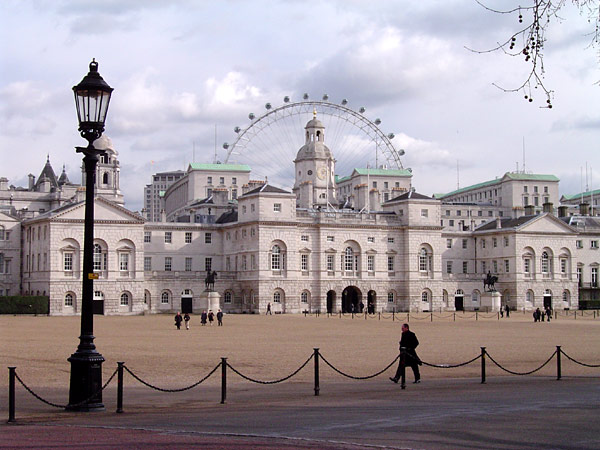
호스 가즈
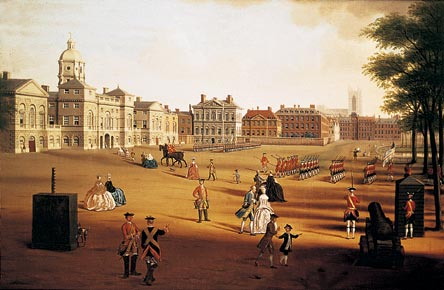
호스 가즈 전경. 호스가즈 건물 바로 뒤편의 석조건물 역시 켄트가 설계한 재무성 청사다.
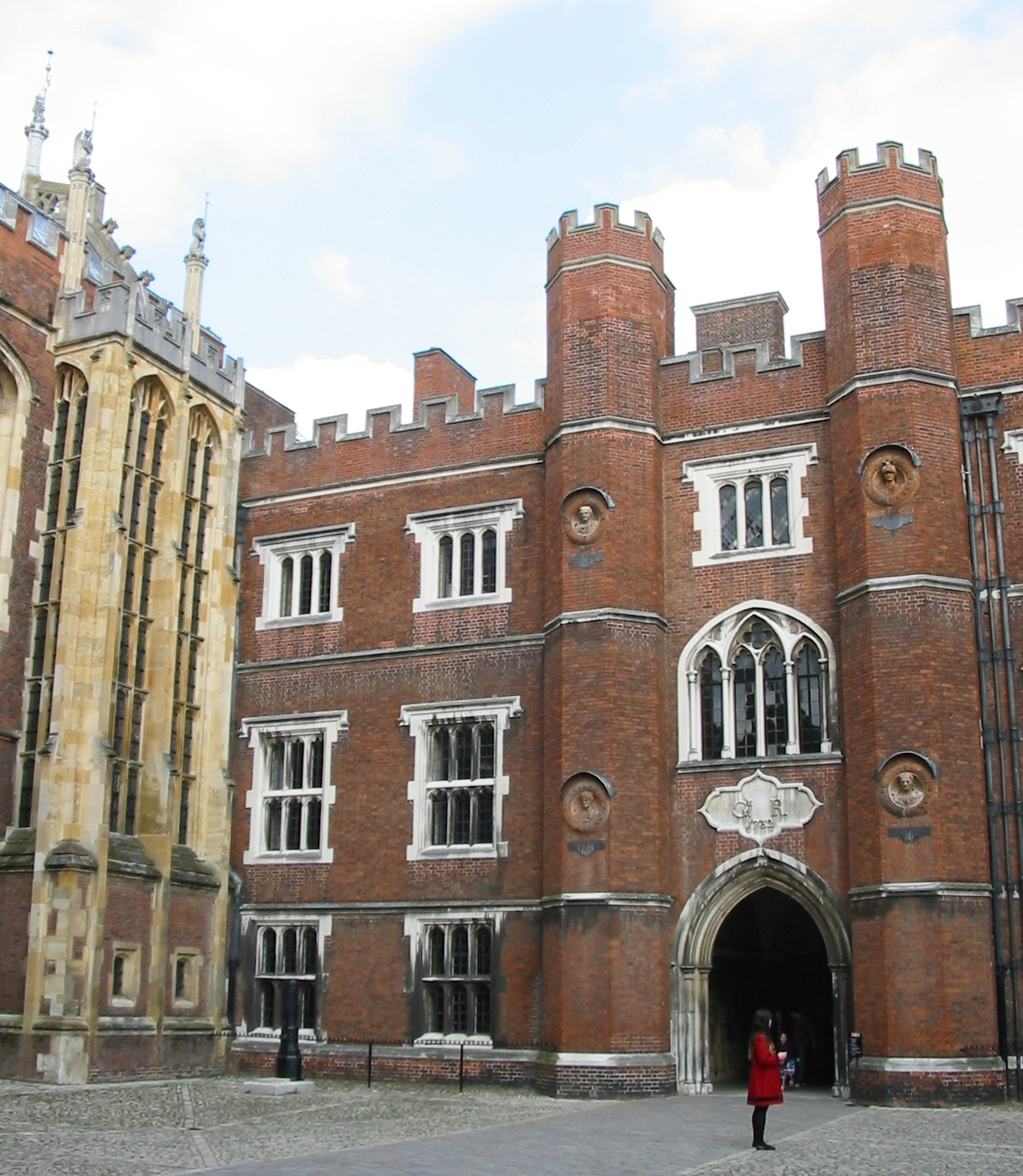
햄튼코트 궁전 클락코트의 대문 (오른쪽)
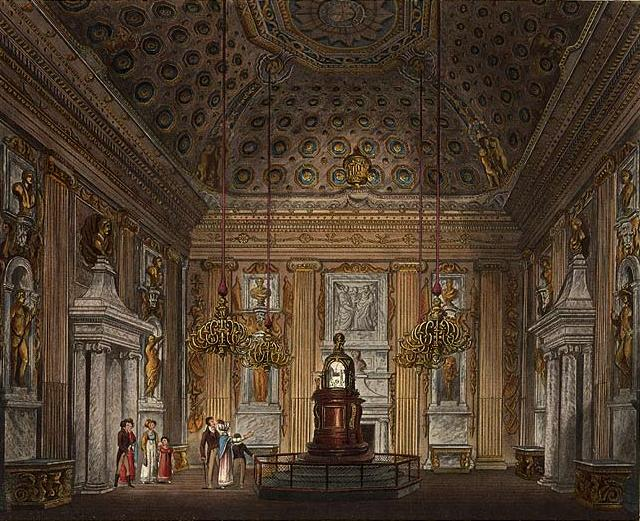
켄징턴 궁전 큐폴라실
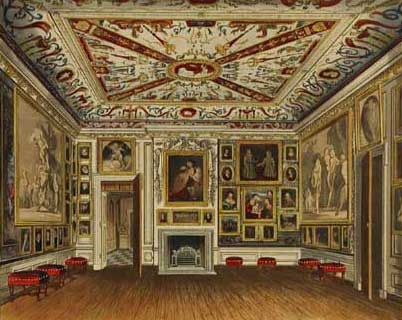
painted ceiling, Presence Chamber, 켄징턴 궁전 알현실 천장화
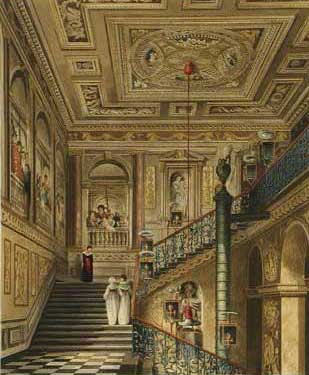
켄징턴 궁전 계단실의 벽화와 천장화
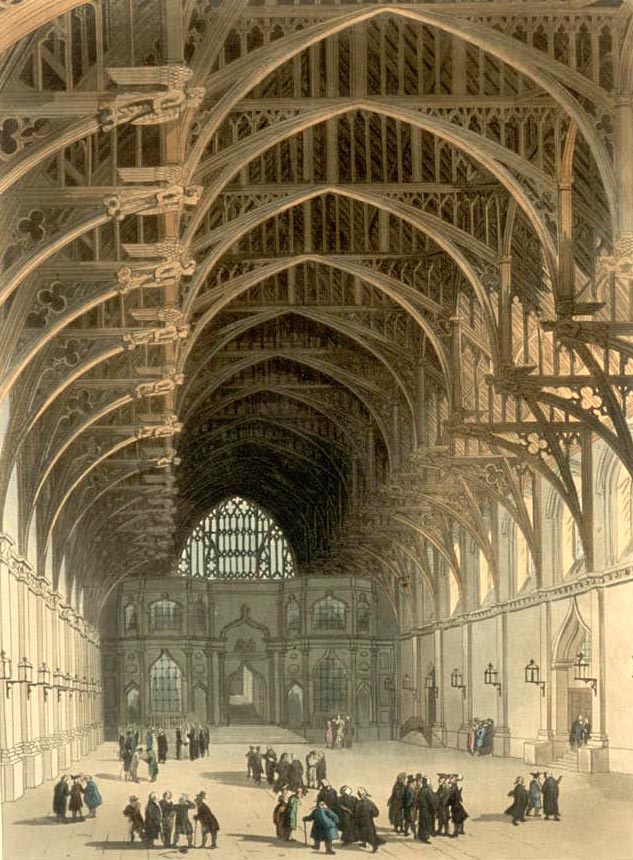
켄트의 장식틀이 설치된 웨스트민스터 홀
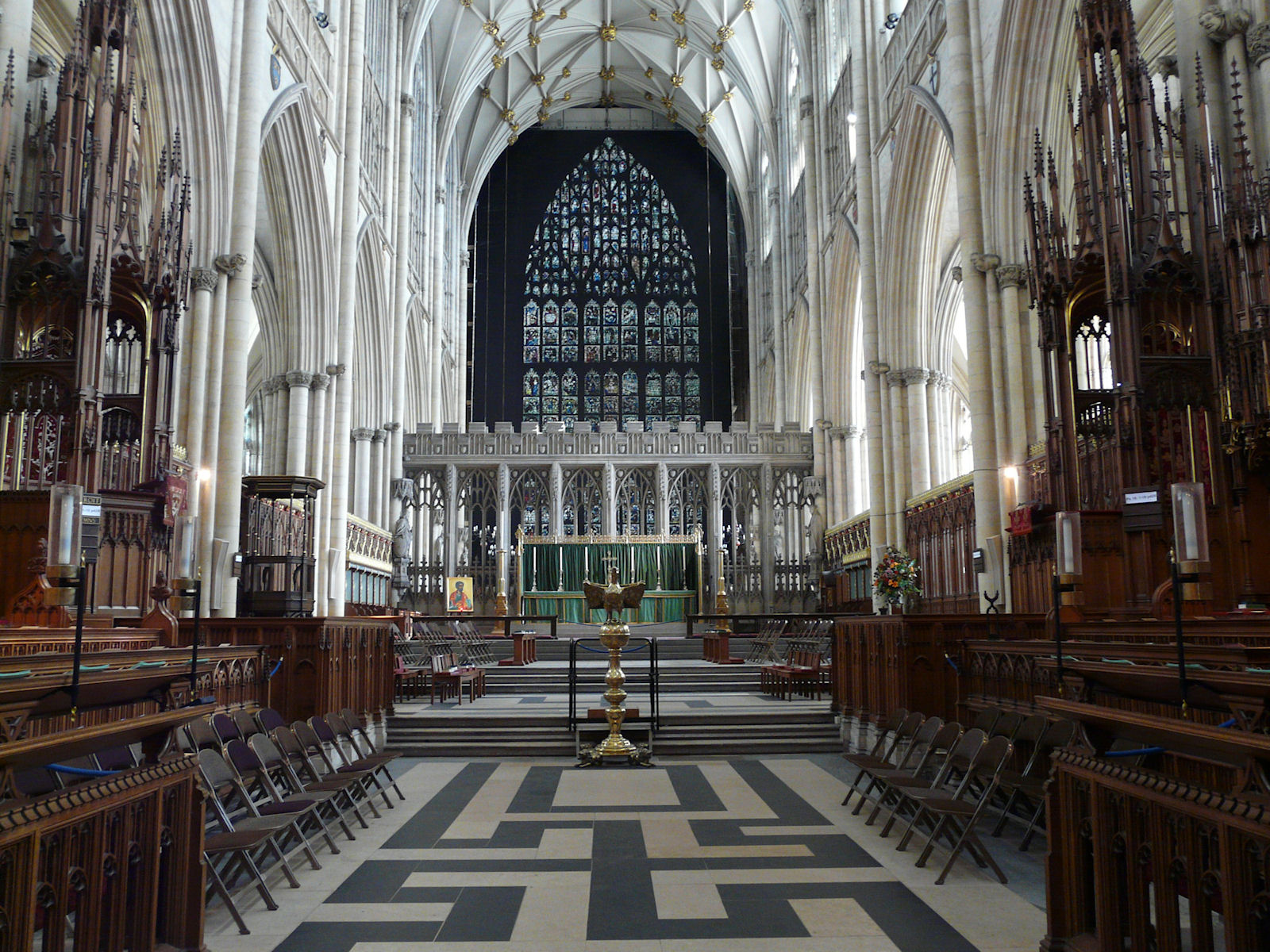
켄트가 꾸민 흑백 대리석 바닥의 요크민스터 성가대